# Красін Юрій Андрійович
Юрій Андрійович Красін (7 червня 1929, Пенза, СРСР — 2 червня 2023, Москва) — радянський і російський соціолог і політолог, фахівець в галузі соціальної філософії та політичної теорії. Доктор філософських наук, професор, головний науковий співробітник Інституту соціології РАН, керівник відділу аналізу соціально-політичних процесів ІС РАН, Почесний доктор Інституту соціології РАН, академік Російської академії природничих наук, член Президії Академії політичної науки.
Науковій громадськості відомий працями з теоретичних проблем суспільних трансформацій (соціальні революції, реформаційні процеси, суспільно-політичні рухи).

## Життєпис
Закінчив філософський факультет Ленінградського державного університету в 1952 році. У 1955 році захистив кандидатську дисертацію за темою «Закономірності переростання буржуазно-демократичної революції в соціалістичну в Росії».
У 1965 році отримав ступінь доктора філософських наук. Тема дисертації: «Ленін і проблеми марксистської теорії соціальної революції». Має вчене звання професора з 1967.
- 1952—1960 — викладач, доцент кафедри філософії Ленінградського педагогічного інституту імені А. І. Герцена;
- 1960—1963 — доцент Інституту підвищення кваліфікації викладачів суспільних наук при Московському університеті;
- 1963 — старший науковий співробітник Інституту філософії АН СРСР (нині Інститут філософії РАН);
- 1964 — захистив докторську дисертацію по темі "В. І. Ленін і проблеми марксистської теорії соціалістичної революції ".
- 1963—1975 — консультант міжнародного відділу ЦК КПРС, одночасно професор МГУ;
- 1975—1987 — професор, керівник кафедри, проректор з науки Академії суспільних наук при ЦК КПРС;
- 1987—1991 — ректор Інституту суспільних наук при ЦК КПРС;
- 1991—1992 — генеральний директор Фонду соціально-політичних досліджень;
- 1992—2011 — директор Центру соціальних програм, дослідник, радник Горбачов-Фонду;
- З 1999 по 2005 — координатор російсько-канадського проекту Університет Калгарі — Горбачов-Фонд з проблем публічної політики.
- З 2009 по 2013 — професор кафедри світової політики і міжнародних відносин Російського державного гуманітарного університету.
- З 1993 — керівник Відділу аналізу соціально-політичних процесів Інституту соціології РАН.

## Наукова діяльність
В області теорії соціальної революції Красін обґрунтував ідею історизму в підході до феномену революції і його теоретичного осмислення. Революція як одноразовий різкий злам соціально-політичного ладу виникає в тих суспільствах, де відсутні механізми еволюційного вирішення внутрішніх протиріч. Для капіталізму — це рання стадія його розвитку, якій притаманні гострі соціально-класові антагонізми. Ускладнення суспільної системи підвищує витрати революційних переворотів і створює передумови для консенсусних способів вирішення протиріч. З'явилися зрушення в співвідношенні революції і реформ, соціальна революція поступово набуває рис еволюційного процесу глибокого реформування існуючої системи. Логіка розвитку теорії революції розкривається в монографіях і наукових статтях Красіна на основі аналізу змінювалися реалії капіталізму і світу в 1960—1980 роки XX століття. Теорія розглядається крізь призму реальної практики світових громадських рухів, з якої автор був добре знайомий багато в чому завдяки практично-політичній роботі в Міжнародному відділі ЦК КПРС.
Красін заснував і протягом ряду років керував постійно діючим всесоюзним теоретичним симпозіумом з проблем світового революційного процесу, організованим АОН при ЦК КПРС на базі республіканських і міжобласних партійних шкіл. З 1977 по 1988 рік проведено 14 засідань симпозіуму в Москві, Ленінграді, Києві, Мінську, Ташкенті, Алма-Аті, Новосибірську. Матеріали дискусій авторизовані і видані для службового користування. Вони ще чекають свого вивчення. Симпозіум став свого роду лабораторією теоретичної думки, яка до певної міри відшкодовувала вченим (особливо з периферії) дефіцит інформації і творчого середовища, генерувала свіжі ідеї в публічний простір.
Красін Ю. А. обґрунтував концепцію демократичної реформації російського суспільства і висунув ідею, що перехід України до ринкової економіки та демократичного ладу, ініційований перебудовою (1985—1991 рр.), охоплює цілу епоху глибокої трансформації суспільства, боротьби і взаємодії суперечливих тенденцій, чергування руйнівних, творчих і застійних стадій розвитку. Результат реформації не визначений і залежить від здатності суспільства консолідуватися в пошуку адекватних способів і форм перетворень. Демократична реформація в Росії наштовхується на авторитарні тенденції, які мають глибоке історичне коріння, які підтримуються руйнівними наслідками радикал ліберальних експериментів форсованого насадження ринку.
Слабкість і нестійкість російської демократії — в нерозвиненості громадянського суспільства. Становлення інфраструктури громадянськості в країні відбувається повільно і здебільшого приймає корпоративний характер, що лише посилює авторитарні тенденції. Серед сценаріїв політичного розвитку Росії на середньострокову перспективу найбільш ймовірно — домінування помірно авторитарної влади («м'який авторитаризм»), яка застосовує жорсткі заходи для забезпечення цілісності країни, мобілізації ресурсів та підтримки суверенітету Росії.
В рамках російсько-канадського проекту «Університет Калгарі — Горбачов-Фонд» Красіна Ю. А. був розроблені наступні питання публічної сфери і публічної політики:
1. в науковий обіг були введені і специфіковані для російських умов поняття «публічна сфера» і «публічна політика»; розкриті зміст і функції публічної сфери в суспільстві, що трансформується;
2. витлумачений сенс публічної політики як політики, що виражає публічний інтерес і формується через суперечливе взаємодія держави, громадянського суспільства і бізнесу;
3. намічені напрямки пошуку відповідей на основні виклики публічній політиці (адміністративно-бюрократичний, корпоративний, радикально ліберальний), позначені контури коридору можливостей розширення і демократизації російської публічної сфери як арени громадської рефлексії.

У ряді праць Красіна аналізуються політичні аспекти інноваційної модернізації російського суспільства. Ця тема розглядається в контексті переходу людства до якісно нового інноваційного типу розвитку (ІТП). Дана характеристика ІТП, показано, що інноваційна модернізація відповідає інтересам Росії. Це вимагає від неї великої напруги енергії і волі для розвитку людського і соціального капіталу, що пов'язане з вирішенням ключових соціально-політичних проблем російського суспільства (рівність-нерівність, демократія-авторитаризм, глобалізація-суверенітет). Для цього необхідна модернізація політичної системи суспільства. Росії притаманне протиріччя між потребою в прориві до ІТП і перешкоджають йому тенденціями (надлишкова нерівність і розшарування суспільства, авторитарні тенденції, «одержавлення» громадянського суспільства, дефіцит енергії самодіяльності і самоорганізації). Модернізація — імператив, тому що випливає з логіки розвитку російського суспільства. Але можливі й альтернативи, які можуть привести до застою, деградації і навіть розпаду країни.
Поточний проект (з 2007 р): «Протиріччя суспільної свідомості і російська політична система». Основним задумом проекту є дослідження особливостей сучасної соціальної доктрини в 1992-96 рр. в Центрі соціальних програм Горбачов-Фонду.
Тоді Красіним була висловлена думка, що сьогодні соціальна реальність настільки складна і антиномічна, що жодна з традиційних ідеологічних доктрин не може претендувати на цілісну і несуперечливу картину соціуму. Найбільш повне бачення соціальної дійсності складається як перманентний синтетичний процес взаємодії «видінь» з різних соціальних і цивілізаційних позицій.
У поточному проекті ця робота продовжена. Сьогодні суспільну свідомість під впливом кардинальних змін в світі відчуває «шокове потрясіння». Сьогоднішня російська свідомість — гібрид минулого і майбутнього. Поряд з успадкованими від минулого консервативними структурами свідомості виникають нові, орієнтовані на свідоме регулювання життєдіяльності та довкілля (ноосфера). Перехід до ІТП породжує запит на креативність, на людину-творця, на новий гуманізм. Як би не були різноманітні інтереси та погляди різних об'єднань і спільнот людей, за ними завжди стоять потреби і запити, інстинкти і потенціал людини як такої.
За відмінностями ховається — спільний знаменник родової властивості. Це дає підставу для усвідомлення інваріантності базових цінностей людської спільноти і, перш за все, основного постулату — людина є найвища цінність. Новий гуманізм дозволяє розширити рамки громадянськості до всесвітніх масштабів; розробити глобальну модель цілісного «світу світів», соціуму, що живе за принципом: «єдність в різноманітті».
Красін Ю. А. є членом Міжнародного редакційної ради «Вісника Інституту соціології», членом редколегії журналу «Світова економіка і міжнародні відносини».
Автор понад 600 наукових праць, в тому числі 25 монографій.

## Сфери наукових інтересів
- демократія і громадянське суспільство
- публічна сфера і публічна політика
- реформація російського соціуму
- інноваційний тип розвитку і модернізація російського суспільства
- глобалізація та світова політика
- плюралізм суспільної свідомості і новий гуманізм

## Нагороди і премії
- Лауреат Державної Премії СРСР
- Лауреат премії Ломоносова МДУ

### Ордени
- «Знак Пошани»,
- Дружби Народів,
- медалт «За трудову доблесть»,
- медаль «Ветеран праці»

### Наукові нагороди
- Срібна медаль ім. Питирима Сорокіна,
- Медаль ім. Г. Шахназарова «За внесок в політичну науку»
- Сертифікат Правління Видання Who is Who in the World за видатні досягнення в своїй сфері діяльності (2013).

## Книги
- Ленинская теория социалистической революции. — Л., ЛГПИ им. А. И. Герцена, 1960. (Учёные записки. Т. 220)
- Мирное сосуществование — форма классовой борьбы. М., Политиздат, 1961
- Идеи непримиримы. М., 1963
- Мирное сосуществование и борьба за всеобщий мир. М., изд. МГУ, 1965
- «Социология революции» против революции. М., Политиздат, 1966
- Ленин, революция, современность. М., Наука, 1967.
- Проблемы революции и современность. М., 1967
- Главная революционная сила в цитаделях капитализма. М., 1971
- Диалектика революционного процесса. М., 1972
- Социология революции. Марксистская оценка (на англ. яз.). М., 1972.
- Мировой революционный процесс. М., Знание, 1975
- Революцией устрашенные. Критический очерк буржуазной концепций социальной революции, М., Политиздат, 1975.
- Теория социалистической революции: ленинское наследие и современность. М., Мысль, 1977
- Лейбзон Б. М. Революционная теория и революционная политика. М., Политиздат, 1979
- Международное коммунистическое движение как предмет изучения. М., 1980
- Революционный процесс современности. Теоретические очерки, М., Политиздат, 1981.
- Интернациональное и национальное в мировом революционном процессе. М., 1986
- В. И. Ленин и проблемы социальной революции современности. М., 1987.
- (в соавт. с Галкиным А. А.) Критика российского авторитаризма. М., 1995.
- Галкин А. А. Сильная демократия — альтернатива авторитаризму. М., 1996
- (в соавт. с Галкиным А. А.) Россия на перепутье. Авторитаризм или демократия: варианты развития // М., 1998.
- (в соавт. Галкиным А. А.), Россия: Quo vadis?- М.: Институт социологии РАН, 2003. ISBN 5-89697-071-4
- (соавтор и редактор), Публичная политика в России // Альпина Бизнес Букс, М., 2008.
- (соавтор и соредактор), Социальное неравенство и публичная политика // М., 2007
- Метаморфозы российской реформации. Политологические сюжеты. М., 2009.
- (соавтор и редактор) Альтернативы развития. Россия между модернизацией и деградацией. Политологические очерки — М.: Институт социологии РАН, 2013. ISBN 978-5-89697-223-5
- Российская реформация: параметры, противоречия, перспективы. Saarbrucken, Lambert Academic Publishing, 2015.

## Статті
- Идеологический плюрализм и метаидеология нового гуманизма // Вестник Института социологии. 2015. № 12.
- Модернизация социума: западный модерн или социокультурная спецификация. Российский Кавказ: проблемы, поиски, решения / Изд. «Аспект Пресс», 2015.
- Идеология в трансформирующемся мире: штрихи к новому видению // Полис. Политические исследования. 2014. № 6.
- Гуманизм, модернизация, интеллигенция // Вестник РГГУ, № 7, 2014;
- Демократия в эпоху «большого переформатирования». Дорога к свободе. М.:ЛЕНАНД, 2013,
- Модернизация общества и новый гуманизм. Научный и общественно-политический альманах — «Развитие и экономика», № 8, декабрь 2013;
- Модернизация российского общества: соотношение экономики и политики // Власть. 2010. № 2.
- Инновационное развитие и политическая система России // Полития, 2010, № 3-4.
- Социология и политология: общая судьба, общие заботы // Политические исследования. 2008. № 5.
- Социалистическая идея, проекция в XXI век // Россия в глобальном мире: социально-политические проблемы, М., 2008.
- О конфликте цивилизаций и практических шагах к устойчивому миру миров // От диалога цивилизаций к сотрудничеству и интеграции (на рус. и англ. яз.), М., 2006.
- (в соавт. с Галкиным А. А.), Культура толерантности перед вызовами глобализации // Социологические исследования. 2003. № 8.
- Национальные интересы: миф или реальность? // Свободная мысль, 1996, № 3.
- В поисках социальной доктрины // Обозреватель-Observer, 1994, № 16-17.
- Кризис марксизма и место марксистской традиции в истории общественной мысли // Свободная мысль, 1993, № 1.
- Долгий путь к демократии и гражданскому обществу // Полис, 1992, № 5-6.
- Политические аспекты социологии // Социологические исследования, 1979, № 1.
- Некоторые вопросы методологии политического мышления // Международные отношения, политика и личность, М., 1976.